# قصر العدالة (تونس)
قصر العدالة هو مبنى إداري يقع في شارع باب البنات في تونس العاصمة في تونس.

## التاريخ
شيد المبنى في 1900 من قبل المهندس المعماري الفرنسي جان إيميل رسبلاندي. تخطيط المبنى مماثل لمباني المحاكم الفرنسية، ولكن واجهته ذات طابع عربي إسلامي.

## روابط خارجية
- صورة لقصر العدالة سنة 1901 على موقع وزارة العدل التونسية.
- Palais de Justice - Façade principale.